# 識
識（しき、巴: viññāṇa ヴィニャーナ, 梵: vijñāna ヴィジュニャーナ）とは、意識、生命力、心、洞察力との意味の仏教用語である。認識対象を区別して知覚する精神作用を言う。
この語は、vi(分析・分割)+√jñā(知)の合成語であって、対象を分析し分類して認識する作用のことである。釈迦在世当時から、この認識作用に関する研究が行われ、さまざまな論証や考え方が広まっており、それぞれの考え方は互いに批判し合いながら、より煩瑣な体系を作り上げた。
しかし、大乗仏教全般で言うならば、分析的に認識する「識」ではなく、観法によるより直接的な認識である般若(はんにゃ、プラジュニャー(prajñā)、パンニャー(paññā))が得られることで成仏するのだと考えられるようになって重要視された。

## パーリ仏典において
パーリ経蔵においては、識は少なくとも3種の意味合いで登場する。
(1) 感覚器としての 処(āyatana)の派生として。 経験的に網羅される 全(sabba) の一部である。
(2) 苦につながる五蘊取の一つとして。
(3) 縁起を構成する十二因縁のひとつとして。業(kamma)の発見と再生について示される。
パーリ経典アビダルマおよび後世の注釈書では、識は89種の状態が存在し、それぞれ別種の業の結果をもたらすという。

### 感覚器としての識
仏教では六入(巴: saḷāyatana; 梵: ṣaḍāyatana)として6つの感覚器を指し、目、耳、鼻、舌、体、心が挙げられる（六根）。それぞれ客観的には視覚、音、匂い、味覚、触覚、精神をつかさどる（六境）。それらは触（パッサ）につながり、受を経て、最終的には渇愛（タンハー）につながる。
| パーリ仏典による六六経 |                     |                  |                     |                  |                  |   |  |                         |  |   |  |                      |  |  |  |
| |                     |                  |                     |                  |                  |   |  |                         |  |   |  |                      |  |  |  |
| | 処、入 (Āyatana)    | 処、入 (Āyatana) | 処、入 (Āyatana)    | 処、入 (Āyatana) | 処、入 (Āyatana) | → |  | 受 ・ ヴ ェ ｜ ダ ナ ｜ |  | → |  | 渇 愛 ・ タ ン ハ ｜ |  |  |  |
| | 六根 感覚器官       | <–>              | 六境 感覚器官の対象 |                  |                  | → |  | 受 ・ ヴ ェ ｜ ダ ナ ｜ |  | → |  | 渇 愛 ・ タ ン ハ ｜ |  |  |  |
| |                     |                  |                     |                  |                  | → |  | 受 ・ ヴ ェ ｜ ダ ナ ｜ |  | → |  | 渇 愛 ・ タ ン ハ ｜ |  |  |  |
| ↓ | ↓                   | ↓                | ↓                   | ↓                | ↓                | → |  | 受 ・ ヴ ェ ｜ ダ ナ ｜ |  | → |  | 渇 愛 ・ タ ン ハ ｜ |  |  |  |
| ↓ | ↓                   | ↓                | 触 (パッサ)         | 触 (パッサ)      | 触 (パッサ)      | → |  | 受 ・ ヴ ェ ｜ ダ ナ ｜ |  | → |  | 渇 愛 ・ タ ン ハ ｜ |  |  |  |
| ↓ | ↓                   | ↓                | ↑                   | ↑                | ↑                | → |  | 受 ・ ヴ ェ ｜ ダ ナ ｜ |  | → |  | 渇 愛 ・ タ ン ハ ｜ |  |  |  |
| | 識 (ヴィンニャーナ) |                  |                     |                  |                  | → |  | 受 ・ ヴ ェ ｜ ダ ナ ｜ |  | → |  | 渇 愛 ・ タ ン ハ ｜ |  |  |  |
| |                     |                  |                     |                  |                  |   |  |                         |  |   |  |                      |  |  |  |
| 1. 六根とは、目、耳、鼻、舌、体、心 2. 六境とは、色（ルーパ）、音、匂い、味、触覚、意の知覚対象（法） 3. 名色（ナーマルーパ）は、識（ヴィンニャーナ）により生じる 4. 処（六根と六境と識）は、名色（ナーマルーパ）により生じる 5. 触は、処（六根と六境と識）により生じる 6. 感受（受, ヴェーダナー）は触により生じる 7. 渇愛（タンハー）は受により生じる |                     |                  |                     |                  |                  |   |  |                         |  |   |  |                      |  |  |  |

何であれ、苦が生起するなら、その一切は識（viññāṇa）という縁から生起する。識が滅するならば、苦の生起は存在しない。

「苦は識という縁から生起する」との危険性を知る比丘は、識が寂止するがゆえに無欲の者となり、完全なる涅槃に到達した者となる。
—スッタニパータ 第3章11経,734-735

### 五蘊の識
人間の構成要素を五蘊(ごうん)と分析する際には、識蘊(しきうん, vijñāna skandha)としてその一つに数えられる。この識は、色・受・想・行の四つの構成要素の作用を統一する意識作用をいい、六根（眼・耳・鼻・舌・身・意）によって、六境（色・声・香・味・触・法）を認識する働きを総称する。事物を了知・識別する人間の意識に属する。例えば、桜を見てそれが「桜」だと認識すること。

Kiñca bhikkhave, viññāṇaṃ vadetha: vijānātīti kho bhikkhave, tasmā viññāṇanti vuccati. Kiñca vijānāti: ambilampi vijānāti, tittakampi vijānāti, kaṭukampi vijānāti, madhurakampi 3- vijānāti, khārikampi vijānāti, akhārikampi vijānāti,loṇikampi vijānāti, aloṇikampi vijānāti. Vijānātīti kho bhikkhave, tasmā viññāṇanti vuccati.
比丘たちよ、なぜそれを識（viññāṇaṃ）と呼ぶのか？　比丘たちよ、認識するから識と言うのである。では、何を認識するのか？ 

酸味を認識し、苦さを認識し、辛さを認識し、甘さを認識し、アルカリ味を認識し、アルカリ味のなさを認識し、塩辛さを認識し、塩気のなさを認識する。比丘たちよ、これらを認識するから識と呼ばれている。
—パーリ仏典, 相応部蘊相応 SN III 1.2.3.7. Khajjanīya suttaṃ, Sri Lanka Tripitaka Project
また古い経典には、識住(vijñānasthiti)と言われて、「色受想行」の四識住が識の働くよりどころであるとする。この場合、分別意識が、色にかかわり、受にかかわり、想にかかわり、行にかかわりながら、分別的煩悩の生活を人間は展開しているとする。
しかしながらいずれも、人間は「五蘊仮和合」といわれるように、物質的肉体的なものと精神的なものが、仮に和合し結合して形成されたものだと考えられており、固定的に人間という存在がある、とは考えられていない。

### 十二因縁の識
十二因縁では、無明・行・識・名色・六処・触・受・愛・取・有・生・老死とあるので、行(サンカーラ)に条件付けられた識である。

Yañca bhikkhave, ceteti yañca pakappeti, yañca anuseti, ārammaṇametaṃ hoti viññāṇassa ṭhitiyā.

Ārammaṇe sati patiṭṭhā viññāṇassa hoti. Tasmiṃ patiṭṭhite viññāṇe virūḷhe āyatiṃ punabbhavābhinibbatti hoti. 

Āyatiṃ punabbhavābhinibbattiyā sati āyatiṃ jāti jarāmaraṇaṃ sokaparidevadukkhadomanassupāyāsā sambhavanti. Evametassa kevalassa
比丘たちよ、人が意図するもの(ceteti)、計画するもの(pakappeti)、人が向かう傾向のあるもの(anuseti)、これらは識(viññāṇassa)を維持する基礎となる。

基礎があるとき、識を確立するための足場となる。識が確立され成長したとき、未来に再生(punabbhavā; 有)の生起がある。

未来の再生の生起があるとき、未来の生(jati)、老死、悲しみ、嘆き、痛み、苦悩が生まれる。

これが全ての苦の起源である。
—パーリ仏典, 相応部因縁相応 SN 12.38. Cetanāsuttaṃ, Sri Lanka Tripitaka Project

### アビダルマでの識
おおよそ、我々が心という意味とほぼ同義である。心(citta)、意(mano)、識と区分して呼ばれたとしても、それぞれ働きとしては別であっても、総括的には心と呼んで差し支えない。心意識として別々の働きがあるが、心の作用の区別に過ぎないと考える。
アビダルマ(阿毘達磨、abhidharma)では、五位の中で心(しん、心として働く主体)と心所(しんじょ、心の働く作用)と区分するときには、識は心(心王)にあたる。
識には、眼識・耳識・鼻識・舌識・身識・意識の六つあり、別のものであるようだが、識としての物柄(体)は一つであるとする。六識はそれぞれ色・声・香・味・触・法と別の対象をとるから、別々の認識であり、境(きょう、外界の対象)を写し取るようなものと考える。

## 識の数
ほとんどの仏教の宗派は、それぞれの処（āyatana）に一つずつ、合わせて六識として挙げているが、一部の宗派はさらなる識を挙げている。

### 六識
Katamañca bhikkhave viññāṇaṃ? Chayime bhikkhave, viññāṇakāyā: 

cakkhuviññāṇaṃ sotaviññāṇaṃ ghāṇaviññāṇaṃ jivhāviññāṇaṃ kāyaviññāṇaṃ manoviññāṇaṃ. Idaṃ vuccati bhikkhave, viññāṇaṃ.
比丘たちよ、いかなるものが識であるか。比丘たちよ、これら六つの識身がある。

眼識、耳識、鼻識、舌識、身識、意識。比丘たちよ、これらが識である。
—パーリ仏典, 相応部22 取転経, Sri Lanka Tripitaka Project
パーリ仏典では、以下６つの識が挙げられている。
1. 眼識（cakkhu-vijñāna）
2. 耳識（sota-vijñāna）
3. 鼻識（ghāṇa-vijñāna）
4. 舌識（jivhā-vijñāna）
5. 身識（kāya-vijñāna）
6. 意識（mamo-vijnana）

眼識、耳識、鼻識、舌識、身識を五識（ごしき）もしくは前五識（ぜんごしき）とよび、それに対して意識を第六識とよぶ。
前五識は現在の対象に向かってしかはたらかず、過去や未来の対象にははたらかない。それに対して意識は過去・現在・未来の対象に向かってはたらく。すなわち過去を追憶し、未来を予想することができる。
前五識の対象は、眼識ならば色、耳識ならば声、に限られるが、意識の対象は（狭義の）法のみならず、すべての法（ダルマ）にわたる。なお、意識は前五識を統括するものではない。

### 八識
瑜伽行唯識学派では六識に加え、さらに２つを追加している。
1. 末那識 (まなしき、manas-vijñāna)
2. 阿頼耶識 (あらやしき、ālaya-vijñāna)

心 (citta) は阿頼耶識、意 (manas) は末那識、識 (vijnana) は眼耳鼻舌身意の六識を表す。説一切有部とは異なり、唯識派では識の認識する対象は自識の中にあると考える。したがって、識には、認識するものと認識されるものの二つが内在しているとする。しかも、この八識は識体が別であり、同時に働くことができるとする。
ことに、「識」とされる前六識は、事物に対して、もしくは存在として認識される対象として、認識するものとされるものとの関係において、認識作用を行うというのである。

### 九識
一部の大乗仏教ではさらに以下を加え、九識としている。
1. 阿摩羅識（あまらしき、amala-vijñāna）

## 密教の識
密教の場合は、すべてのものの存在に遍在しているものとして、純粋意識のように捉えられた。